# Mapa
Die Mapa GmbH ist ein Markenartikler aus der Kautschukindustrie, der sich mit der Herstellung und der Vermarktung von Produkten für Endkunden beschäftigt. Die Mapa Spontex Gruppe, zu der die MAPA GmbH gehört, wurde im Jahre 2010 durch die US-amerikanische Jarden Corporation übernommen, die ihrerseits 2015 von Newell Rubbermaid (heute Newell Brands) aufgekauft wurde. Die Unternehmensaktivitäten konzentrieren sich auf drei Geschäftsfelder. Das Unternehmen ist in 90 Ländern präsent.

## Geschichte
Das Unternehmen geht auf die Hanseatischen Gummiwerke Bachmann & Co. KG, Bremen, und den Zusammenschluss verschiedener Gummi verarbeitender Industriebetriebe zurück. Beheimatet ist das Unternehmen seit 1947 im niedersächsischen Zeven.

## Geschäftszweige
- Baby Care Products (Marke NUK)
- Home Care Products (Marke Spontex)
- Health Care Products (Kondommarken BILLY BOY, Fromms und Blausiegel)
- Industrial Products (Marken Spontex und Viskovita)

## Produkte

### Health Care
Seit 2004 gliedert Mapa aus dem Bereich Health Care ihre Produkte in drei Segmente: „Fun“ (mit BILLY BOY) „Special“ (mit Blausiegel) und „Klassik“ (mit Fromms).

#### Billy Boy

Unter dem Slogan „Das aufregend andere Condom“ wird Billy Boy seit 1990 den deutschen Markt angeboten. Es hat eine gestützte Markenbekanntheit von 94 %. Als Ergebnisse einer Marktforschung wurde 1989 die Serie Billy Boy entwickelt. Neu war dabei, dass die bunten Verpackungen und vielen Aromen weiter in den Vordergrund gerückt wurden. Es wurden bis dahin ungenutzte Vertriebskanäle, wie z. B. Lebensmittelgeschäfte, SB-Warenhäuser, erschlossen.
Im Jahr 1995 wurde Billy Boy auch im Song Willy Use a Billy... Boy von E-Rotic erwähnt.

#### Blausiegel

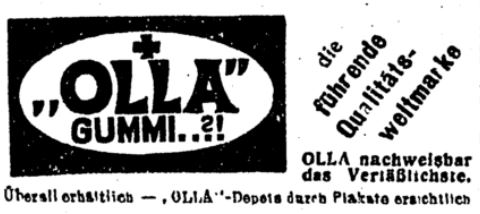

Die Marke Blausiegel wurde von der Gummiwarenfabrik Richter, Käufer & Co. 1934 in den deutschen Markt eingeführt. 1946 wurden die Blausiegel-Firmeneigner Emil Richter und Käufer in Erfurt durch die sowjetische Besatzungsmacht enteignet, so dass drei Jahre später die Firma Blausiegel, Richter, Käufer & Co. GmbH mit Firmensitz in Bielefeld neu gegründet wurde. 1952 beteiligte sich Blausiegel an der Gründung der Rimbacher Gummiwarenfabrik in Rimbach im Odenwald. Vier Jahre nach dieser Gründung löste die Rimbacher Gummiwarenfabrik den Vertrag mit Blausiegel aufgrund von Interessenkollision wieder einvernehmlich auf.
1956 folgte die Gründung der Firma Rubion GmbH als geplante Produktionsstätte für Präservative in Hannover. Neben Ritex Gummi, Bielefeld, wurde auch Blausiegel, Richter, Käufer & Co., Hannover, Gesellschafter der Rubion GmbH.
Die seit 1963 geführten Verhandlungen der MAPA S.A. Manufacture Francaise de Latex mit den Firmen Blausiegel, Richter, Käufer & Co., Hannover, und der Hanseatischen Gummiwarenfabrik, Bremen, führten 1967 zu einer Fusion der neuen Fromms-Blausiegel Gummiwarenfabrik, Hannover, die zwei Jahre später in MAPA Gummi- und Plastikwerke umbenannt wurde. Der Sitz dieses Unternehmens ist seitdem in Zeven. Ebenfalls wird die Firma Gummiwerk Erfurt, Neustadt Rübenberge, als Lizenzgeber für das Wortzeichen Blausiegel übernommen.
Die Präservative der 1898 in Wien gegründeten Firma „OLLA“ Gummiwaren standen in Österreich synonym als Produktname für Kondome. 1979 wurden die Rechte an diesem Markennamen von der Blausiegel GmbH übernommen, später aber nicht mehr genutzt. Die Blausiegel-Kondome werden nun von der Salzburger Firma Blautex vertrieben.

#### Fromms

1919 ist mit Fromms das erste Markenkondom auf den Markt gekommen. Die Marke besteht bis heute.

### NUK
1956 führte die Hanseatische Gummiwarenfabrik GmbH, aus der später die MAPA GmbH hervorging, den ersten asymmetrisch geformten Sauger unter der Bezeichnung „Natürlich Und Kiefergerecht“, kurz NUK, ein. Der Sauger basierte auf den Entwicklungen und Erfahrungen des Zahnarztes Müller und des Kieferorthopäden Balters. Heute fertigt NUK auch weitere Produkte für Babys.

### Spontex und Spontex Professionell
Spontex ist eine Marke für Reinigungsartikel für Endverbraucher, unter anderem Schwämme und Tücher. Mit dem Markennamen werden sponge (englisch für Schwamm) und Textil assoziiert. Dessen Geschichte beginnt 1932 mit der Produktion von Viskoseschwämmen in Beauvais (Frankreich), die ab 1947 unter der Marke Spontex verkauft wurden. Die Produktion wurde 1989 vom Hutchinson Konzern übernommen und von diesem 2002 auf die Mapa GmbH übertragen. Unter der Marke Spontex Professionell bietet die Mapa GmbH mechanische Reinigungshilfen (Tücher, Schwämme, Pads) für die Industrie an.

### MAPA Professionell und MAPA AdvanTech
Unter dem Markennamen MAPA Professionell vermarktet das Unternehmen Gummihandschuhe für industrielle Anwendungen, während unter dem Markennamen MAPA AdvanTech Handschuhe für Anwendungen unter Reinraumbedingungen (Laborbedarf, Gesundheitswesen) produziert werden.

### Spontex-Industrieprodukte
Der Bereich Spontex-Industrieprodukte hat sich auf die Entwicklung und den Vertrieb von kundenindividuellen Produktlösungen aus Viskose-Schwammmaterial für industrielle Anwendungen spezialisiert. Einsatzgebiete finden sich in der Druckindustrie ebenso wie in der Kabel- oder Stahlindustrie. Die Anwendungen reichen von Trocknungs- und Reinigungsprozessen bis hin zu feuerfesten Dämmungen.